# Mandala Airlines
Mandala Airlines fue una aerolínea de vuelos internos programados con base en Yakarta, Indonesia.

## Historia
Mandala Airlines fue creada e inició operaciones en 1969. Pertenece en un 90% a Yayasan Dharma Putra Kostrad, el restante 10% estpa compartido entre Dharma, Kencana, Sakti y Nusamba. Tiene un total de 1322 empleados. Mandala es miembro de la Asociación Indonesa de Transportes Aéreos por lo que sus boletos pueden ser utilizados por cualquiera de los otros transportistas de la asociación.
Mandala cesó todas sus operaciones el 1 de julio de 2014, tras la decisión de los principales accionistas de dejar de financiar la aerolínea. Su flota fue absorbida por TigerAir.

## Códigos
- Código IATA: RI
- Código OACI: MDL
- Llamada: Mandala

## Flota
La flota de Mandala Airlines consta de los siguientes aviones (en diciembre de 2010):
- 2 A319-100
- 2 A320-200

## Accidente
El 5 de septiembre de 2005 un avión Boeing 737 de Mandala Airlines que operaba el vuelo 91, se estrelló en una zona residencial de Medan, Indonesia justo después del despegue. El avión que se estrelló fue el PK-RIM que perteneció a Lufthansa. Anteriormente se llamó D-ABHK "Bayreuth" y fue construido en 1981.